# NGC 3166
NGC 3166 је спирална галаксија у сазвежђу Секстант која се налази на NGC листи објеката дубоког неба.
Деклинација објекта је + 3° 25' 33" а ректасцензија 10h 13m 45,5s. Привидна величина (магнитуда) објекта NGC 3166 износи 10,5 а фотографска магнитуда 11,4. Налази се на удаљености од 22,0000 милиона парсека од Сунца. NGC 3166 је још познат и под ознакама UGC 5516, MCG 1-26-24, CGCG 36-64, KCPG 228A, IRAS 10111+0340, PGC 29814.